# Dan Persson
Dan Persson es un deportista sueco que compitió en vela en la clase Europe. Ganó una medalla de bronce en el Campeonato Mundial de Europe de 1975.

## Palmarés internacional
| Campeonato Mundial | Campeonato Mundial         | Campeonato Mundial | Campeonato Mundial |
| Año                | Lugar                      | Medalla            | Clase              |
| ------------------ | -------------------------- | ------------------ | ------------------ |
| 1975               | Palma de Mallorca (España) | Medalla de bronce  | Europe             |